# Distretto di Bidar
Il distretto di Bidar è un distretto del Karnataka, in India, di 1 501 374 abitanti. È situato nella divisione di Gulbarga e il suo capoluogo è Bidar.